# Hyloxalus anthracinus
Hyloxalus anthracinus – gatunek płaza bezogonowego z rodziny drzewołazowatych (Dendrobatidae). Endemit Ekwadoru, jest krytycznie zagrożony wyginięciem.

## Występowanie
Płaz ten, będąc gatunkiem endemicznym, występuje tylko w Andach w południowym Ekwadorze, na wysokości 2185–3860 m n.p.m.
Żyje w paramo, sub-paramo i tropikalnych wilgotnych lasach górskich. Rozród prawdopodobnie polega na tym, że samica składa jaja na ziemi, a samiec przenosi kijanki do strumienia, gdzie następuje ich przeobrażenie.

## Status zagrożenia
W Czerwonej księdze gatunków zagrożonych IUCN Hyloxalus anthracinus od 2004 roku klasyfikowany jest jako gatunek krytycznie zagrożony (CR, ang. Critically Endangered). Jest to bardzo rzadko spotykany gatunek i przypuszcza się, że jego populacja liczy mniej niż 250 osobników. Do głównych zagrożeń należy utrata i degradacja siedlisk spowodowana rozwojem rolnictwa i pozyskiwaniem drewna. Do spadków liczebności mogła się też przyczynić grzybicza choroba – chytridiomikoza.